# Карл Страсс
Карл Фішер Страсс (англ. Karl Fischer Struss; 30 листопада 1886, Нью-Йорк — 15 грудня 1981, Санта-Моніка) — піонер тривимірної графіки, один з інноваторів стереокінематографу, успішний популяризатор кольорового фотомистецтва, який працював в області пікторіалізму. Перший в історії володар премії «Оскар» за найкращу операторську роботу (Схід: Пісня двох людей), двічі призер Каннського кінофестивалю.
На ранньому етапі своєї кар'єри був відомий в Америці як блискучий фотограф, тісно спілкувався з Альфредом Стігліцем і Кларенсом Х. Вайтом. Винахідник так званих мягкофокусних одноелементних «лінз Страсса», власник кількох фотостудій по всій країні. З 1920 року увійшов в сферу кіно, за свою півстолітню кар'єру зняв понад 140 стрічок, працював з провідними голлівудськими режисерами, серед яких і близький друг Страсса Сесіль Б. Демілль.
Найвідоміші роботи Страсса — «Бен-Гур: історія Христа» Фреда Нібло, «Схід: Пісня двох людей» Ф. В. Мурнау, «Доктор Джекілл і містер Хайд» Рубена Мамуляна, «Великий диктатор» і «Вогні рампи» Чарлі Чапліна, «Муха» Курта Ньюманна. У 1970 році оголосив про відхід на пенсію, помер через 11 років у 95-річному віці.

## Біографія
Народився 30 листопада 1886 року в Нью-Йорку, в сім'ї виробника тканини Генрі Страсса-молодшого і його дружини Марії, німкені за походженням. Карл був молодшим і самим допитливим з шести дітей. У 1896 році вперше долучився до фотомистецтва, побачивши, як на свою нову камеру Pony Premo робить знімки його брат Вільям.
Середню освіту отримав в школі ДеВітт Клінтон на Манхеттені. У 1903 році ледь не помер від пневмонії, після чого все життя залишався прихильником здорового способу життя. Оговтавшись від хвороби, влаштувався на роботу в сімейну фірму Seybel & Struss, яка належала його батькові.

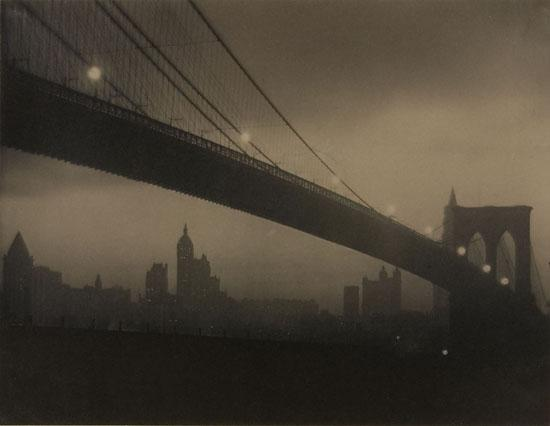
Фотографія Бруклінського мосту, зроблене Карлом Страссом в 1912 році

У 1910 році почав професійно фотографувати, познайомився з Альфредом Стігліцем, який високо оцінював його перші праці. Саме завдяки Стігліцу фотографії Страсса були презентовані в нью-йоркській галереї Олбрайт. Розпочав навчання на нічних курсах Колумбійського університету, де його вчителем був видатний пікторіаліст Кларенс Х. Вайт.
У 1913 році фотографії Страсса активно друкували не тільки журнали, що спеціалізуються на фотомистецтві, але й інші видання, наприклад, New York Evening Post. У жовтні того ж року заснував журнал Platinum Print. Довгий час працював на Бермудах. У 1914 році запатентував мягкофокусні одноелементні лінзи, які сильно знадобилися Страссу під час здійснення портретних фотографій.

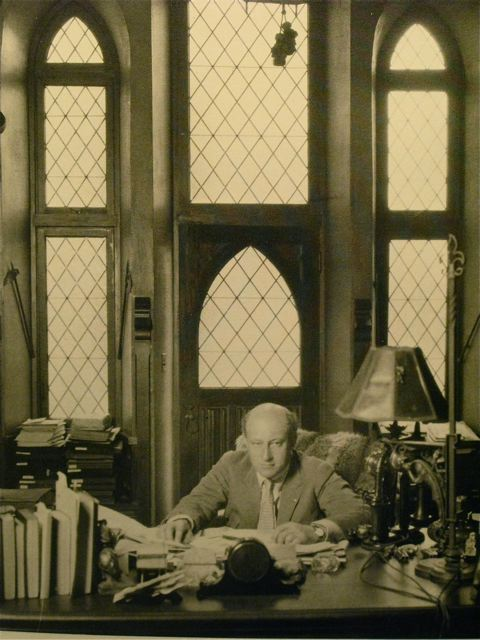
Демілль в своєму офісі. Фотографія Карла Страсса. 1919 рік

З початком Першої світової війни був призваний на фронт, попередньо пройшовши базову підготовку в таборі Вейл, штат Нью-Джерсі. Після того був відправлений на військову базу Ленглі-Філд, звідки вийшов вже сержантом. Недовгий час навчався авіаційного справі у Корнельському університеті. Німецькі корені Страсса негайно дали про себе знати — були допитані його друзі та викладачі, підняті його попередні заяви про симпатії до Німеччини. У грудні 1917 року начальник штабу сухопутних військ США, військовий міністр Тескер Г. Блісс розжалував Страсса до звання «рядовий» і відправив нести службу у форті Левенворт, де той став офіційним фотографом.

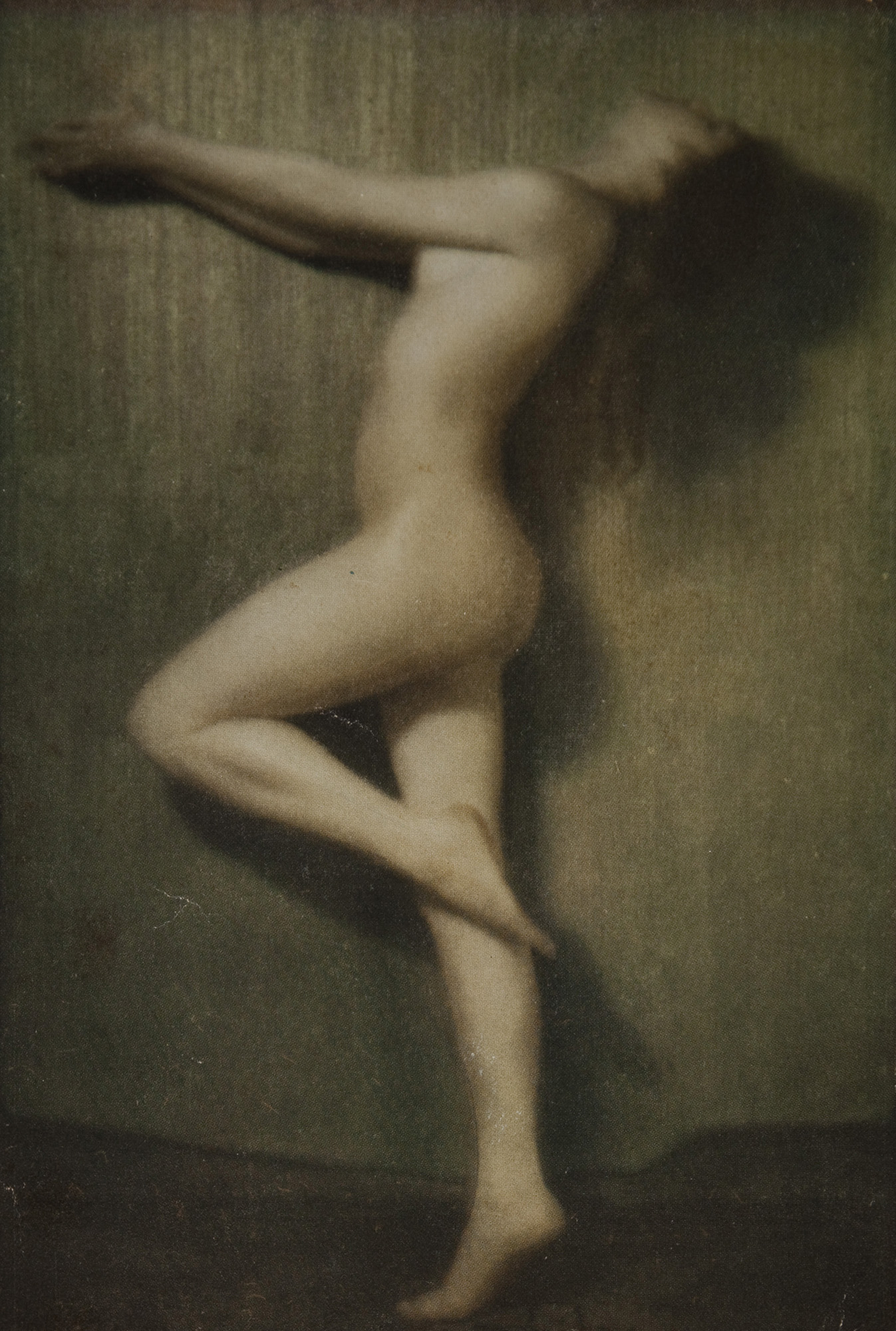
Фотографія Карла Страсса. 1919 рік

У нью-йоркських фотокругах став персоною нон грата. У лютому 1919 року був вийшов з форту Левенворт. Позаяк в форті Страсс захопився кіно, подивившись десятки картин, він вирушив до Лос-Анджелеса, де почав нове життя. Там познайомився з асистентом режисера Хорвіцем, який, подивившись фотороботи Страсса, вирішив представити його іменитому постановнику і продюсеру Сесілю Б. Деміллю. У березні розпочав працювати у кінокомпанії Lasky Studios під керівництвом Демілля.
Спочатку був асистентом оператора (переважно, Елвіна Віскоффа), потім фотографом на знімальних майданчиках і до середини 1920-х років, нарешті, став повноцінним оператором-постановником. У 1924 році був викликаний на кіностудії MGM самим Ірвінгом Тальбергом для знімання епічного блокбастера «Бен-Гур: історія Христа». За словами Страсса, він зняв близько половини всього матеріалу, після чого був замінений кількома іншими операторами.
Після «Бен-Гура» зійшовся з Чарльзом Рошером, з яким поставив кілька стрічок, у тому числі класичний «Схід: Пісня двох людей». Ця операторська робота принесла і Страссу, і Рошеру першу в історії премію «Оскар». В кінці десятиліття вступив до лав Американського товариства операторів.
Був постійним оператором Мері Пікфорд, з її участю зняв практично всі фільми. Працював з Чарлі Чапліном і Рубеном Мамуляном (постановка «Доктора Джекілла і містера Хайда» знову була відзначена номінацією на «Оскар»).
В останні роки знімав рекламні ролики і телесеріали, зокрема, вестерн «Мій друг Флікка». За свої рекламні відео був двічі удостоєний спеціального призу Каннського кінофестивалю. Його заключною роботою в кіно став фільм жахів «Люди-алігатори».
У 1970 році оголосив про закінчення кар'єри, вийшов на пенсію, займався вихованням онуків. Як данина пошани Страссу в 1976 році техаським музеєм Амона Картера була проведена ретроспектива його робіт, яку відвідав він сам.
Смерть доньки у червні 1981 року підкосила Страсса, серце почало здавати. Він помер 15 (за іншими даними 16) грудня 1981 року в госпіталі святого Джона в Санта-Моніці, штат Каліфорнія. Похований на нью-йоркському цвинтарі Вудлон.

### Приватне життя
В лютому 1920 року в товаристві колег пікторіалістів зустрів фотографа Етель Волл (1898-1983), з якої майже рік по-тому одружився. У пари народилася дочка Барбара (1922—1981).
До самої смерті суворо підтримував здоровий спосіб життя, захоплювався гольфом і тенісом. Від останнього хобі усунувся тільки у 88 років, коли вже часто відмовляли щиколотки.